# جايمي ريوس
جايمي ريوس (بالإسبانية: Jaime Ríos Alvarez)‏ هو مجدف إسباني، ولد في 31 أكتوبر 1977 في أفيليس في إسبانيا.

## وصلات خارجية
- جايمي ريوس على موقع الاتحاد الدولي للتجديف (الإنجليزية)
- جايمي ريوس على موقع أوليمبيديا (الإنجليزية)